# Peperomia pilifera
Peperomia pilifera är en pepparväxtart som beskrevs av William Trelease. Peperomia pilifera ingår i släktet peperomior, och familjen pepparväxter. Inga underarter finns listade i Catalogue of Life.